# Joaquim Jordà i Català
Joaquim Jordà i Català   (Santa Coloma de Farners, 9 d'agost de 1935 - Barcelona, 23 de juny de 2006) fou un director de cinema, guionista i traductor català, pertanyent a l'Escola de Barcelona. L'any 2000 fou guardonat amb el Premi Nacional de Cinema i el 2006 amb el Premi Nacional de Cinematografia. Entre la seva filmografia, destaca Dante no es únicamente severo (1967), dirigida juntament amb Jacint Esteva, Numax presenta... (1980), la guardonada Mones com la Becky (1999) o De Nens (2003).

## Biografia
Fill del «notari del poble», amb domicili itinerant per diverses poblacions catalanes, Jordà visqué a la mateixa casa que va néixer Salvador Espriu, fill també de notari, en aquesta localitat de la comarca de la Selva. Va descobrir el cinema amb Nosferatu (1922), l'emblemàtica pel·lícula de Friedrich W. Murnau, que va veure diverses vegades al Cinema Parroquial de Santa Coloma de Farners.
El 1951 s'instal·là a Barcelona, on estudià Dret fins al 1956. Juan Goytisolo era un dels seus companys de classe amb qui a l'estiu de 1952 faria el seu primer viatge a París, on quedà impressionat amb Jean Genet i Arthur Adamov. Cada dia hi anava a la Cinémathèque Française, dirigida llavors per André Bazin. A partir del segon curs començà a militar al PSUC en clandestinitat.
L'any 1958 es traslladà a Madrid, on ingressà a l'Escola de Cinema i començà a formar part de la Unión Industrial Cinematográfica (UNINCI), productora lligada al Partit Comunista. El primer any va fer vaga pràcticament tot el curs, i com a resultat d'aquesta, es renovà l'escola, que passà a dir-se Escuela Oficial de Cinematografia (EOC). Fou ajudant de direcció de Juan Antonio Bardem a les pel·lícules Sonata de Otoño (1959) i A las cinco de la tarde (1960). L'any 1960 deixà l'escola a causa d'una discussió amb Carlos Saura, en aquest mateix any torna Luis Buñuel a Madrid amb qui establí una relació d'amistat i també dirigeix el seu primer curtmetratge Día de muertos (1960) junt amb Julián Marcos.
Tornà a Barcelona el 1962 i participà en diversos projectes cinematogràfics com a ajudant de direcció, guionista o actor. L'any 1966 es reuní a casa de Ricard Bofill amb Jacint Esteva, Pere Portabella, Carles Duran i Gonzalo Suárez d'on sorgí la idea de fer un projecte conjunt. Aquest es considera l'inici del moviment anomenat Escola de Barcelona, que volia superar les barreres de la censura franquista explorant camins alternatius en el cinema per la via de l'experimentació formal i, sovint, utilitzant al·lusions polítiques indirectes. Precisament el seu segon llargmetratge, Dante no es únicamente severo (1967), amb Jacint Esteva, es considerà un film manifest d'aquest moviment.
A finals dels 1960, a causa de la seva intensa activitat política i el cansament de viure sota el règim de Franco, s'exilià a Itàlia, on dirigí diversos films militants com Portogallo, paese tranquilo (1969) que formà part del Festival de Leipzig. El 1970 coodirigí amb Gianni Toti el documental Lenin Vivo, com a encàrrec del Partit Comunista Italià, i l'any següent, juntament amb Ivo Barnabó Micheli, Spezziamo le catene, una pel·lícula sobre les pràctiques de l'absentisme i el sabotatge a l'empresa italiana de cotxes Alfa Romeo.
L'any 1973 tornà a Barcelona i, juntament amb el filòsof Santiago López Petit, participà en la formació del moviment d'autonomia obrera que ja feia anys que funcionava a Itàlia. A partir d'aquest moment, començà a dedicar-se amb intensitat a la traducció de texts treballant sobretot a l'editorial Anagrama a través del seu amic Jordi Herralde. En aquesta època entra en contacte amb l'Assemblea de Treballadors de l'empresa d'electrodomèstics Numax, una fàbrica mitjana, de 200 i escaig treballadors, que després de dos anys d'autogestió decideixen tancar i amb els diners de la caixa de resistència proposen a Jordà fer una pel·lícula per a explicar l'experiència: Numax presenta... (1980). És la història del final de la lluita obrera i també del cinema militant. Des de l'exili romà, Jordà havia participat en l'anomenat cinema militant de finals dels anys 1960. Com que tampoc seguia les consignes de partit, va passar bona part dels 1970 sense filmar, dedicat sobretot a la traducció.
Després de Numax presenta... , s'instal·là novament a Madrid i començà una etapa com a guionista, col·laborant amb directors com Mario Camús o Vicente Aranda. Una dècada després, va fer El encargo del cazador (1991), un documental sobre el seu amic Jacint Esteva. A la pràctica es tracta d'«un treball d'exploració sobre un espectre que figura una modernitat truncada, una època perduda –la Barcelona de la gauche divine– i una herència problemàtica. Aquesta arqueologia fantasmal emergeix com el primer gran assaig fílmic de Jordà. Potser el segon, si es considera com a tal el film preparatori, l'assaig literal en què es va convertir ‘Maria Aurèlia Capmany parla d'Un lloc entre els morts' (1968)».
El 1996, va fer la pel·lícula de cinema negre ambientada al món rural Un cos al bosc, que fou el seu segon llargmetratge de ficció.
L'any 1997 tingué un infart cerebral que li provocà agnòsia i alèxia. Va perdre part de la visió d’un ull, la capacitat de distingir formes i colors, orientar-se en l'espai i en el temps i quedà incapacitat per entendre el llenguatge escrit. Aquesta experiència el va fer tornar a Barcelona –aleshores vivia a Madrid– i es va decantar cap al cinema documental, ja que li era molt difícil treballar en projectes de ficció. Jordi Balló, director del Màster de Documental de Creació de la Universitat Pompeu Fabra, li proposà participar-hi amb el rodatge del documental Mones com la Becky (1999), ubicat en un sanatori mental. A partir d'aquí començaria una etapa creativa molt intensa amb títols com De nens (2003) sobre l'anomenat cas Raval, Vint anys no és res (2004), que recupera els personatges de Numax presenta... i retrata l'evolució que han fet en les seves vides, i Més enllà del mirall (2006), on investiga la malaltia que pateix a partir de diversos testimonis i de la seva pròpia experiència. En aquestes pel·lícules Jordà perfeccionà les seves eines cinematogràfiques de posada en situació, muntatge significant, reapropiació de la ficció i intervenció personal com a gest polític.
Cal destacar també la seva obra com a guionista a pel·lícules com El Lute: camina o revienta, El Lute II: mañana seré libre, Carmen, de Vicente Aranda, i Pau i el seu germà, de Marc Recha, entre d'altres, així com a guionista de la minisèrie Andorra, entre el torb i la Gestapo. El 2004 va reprendre Numax presenta..., una pel·lícula que havia rodat el 1979 per iniciativa de l'Assemblea de Treballadors de la fàbrica d'electrodomèstics Numax de l'Eixample barceloní, amb Vint anys no són res', una nova pel·lícula on retroba aquells treballadors que autogestionaren la fàbrica.
Morí el 23 de juny del 2006 a conseqüència d'un càncer de fetge i pàncrees, abans del rodatge de la que podria haver estat la seva última pel·lícula, Morir de dia, un film documental sobre la irrupció de l'heroïna i la SIDA a la ciutat de Barcelona. L'any 2000 fou guardonat amb el Premi Nacional de Cinema, concedit per la Generalitat de Catalunya i el 2006, dies després de la seva mort, amb el Premi Nacional de Cinematografia, concedit pel Ministeri de Cultura d'Espanya.
Com a traductor va traduir textos, més de 200 llibres, bàsicament novel·la i assaig, sobretot de l'italià i del francès, gairebé sempre treballant al costat de Jorge Herralde per a l'editorial Anagrama, tant és així que comentà que «traduir ha estat l'activitat creativa que he fet en més ocasions».

## Fons documental
Des del 2018 es conserva a l'Arxiu Comarcal de la Selva. Està integrat per un extens fons documental i bibliogràfic que documenta la seva activitat professional com a cineasta, professor universitari, i traductor. En la seva major part són documents que es daten entre finals de la dècada dels anys 1970 i l'any de la seva mort, el 2006. Ocupa 6,1 m lineals i aplega prop de 2.500 documents, en tres àmbits principals. El primer i de major interès són els relacionats amb l'activitat professional com a cineasta. Inclou en aquest bloc nombroses versions, anotades i corregides per l'autor, de guions d'algunes de les seves pel·lícules, a més, en alguns casos, de materials de documentació i localització de les pel·lícules, fotografies i diaris de rodatge. Aquest bloc inclou també guions, propis i d'altres, de la sèrie de TVE Turno de oficio (1986-1987), produïda per B.M.G Films, en la qual Jordà també va participar. Com a part de la seva activitat professional com a cineasta els fons inclou també documentació relativa a la participació de Jordà en festivals de cinema (programes, acreditacions, etc.) i la seva tasca de jurat en algun d'ells.
El fons es completa part de la seva biblioteca personal, que aplega obres d'assaig especialitzades en temes de cinema, de ficció i poesia, un extens catàleg fílmic en cintes de vídeo, de distribució comercial, que el mateix autor havia catalogat, i un important bloc de premsa, revistes i altre material de propaganda política de grups d'esquerra i extrema esquerra, que data dels anys 1970 i posterior, amb els quals l'autor col·laborava o tenia afinitat política. Aquest darrer conjunt inclou publicacions que per si mateixes poden ser d'especial interès per a l'estudi del moviment obrer i social a la Barcelona dels anys 1970 i 1980. De la documentació de l'arxiu es dedueix que Joaquim Jordà va participar a fundar alguna d'aquestes publicacions (Teoria pràctica, del grup d’esquerres Autonomia Obrera).

## Filmografia com a director
- 1960: Día de muertos
- 1967: Dante no es únicamente severo
- 1968: Maria Aurèlia Capmany parla d'Un lloc entre els morts
- 1969: Portogallo, paese tranquilo
- 1969: Il per chè del dissenso
- 1969: I tupamaros ci parlamo
- 1970: Lenin vivo, amb Gianni Toti.
- 1971: Spezziamo le catene, amb Ivo Barnabò Micheli
- 1980: Numax presenta...
- 1990: El encargo del cazador
- 1996: Un cos al bosc
- 1999: Mones com la Becky, amb Núria Villazán
- 2003: De nens
- 2004: Vint anys no és res
- 2006: Més enllà del mirall

## Filmografia com a guionista
- 1963: Antes del anochecer de Germà Lorente
- 1967: Cada vez que... de Carles Duran, coguionista
- 1969: La larga vida de los peces fuera del agua de Francesc Rovira-Beleta
- 1970: Liberxina 90 de Carles Duran, coguionista
- 1976: Último deseo de León Klimovsky
- 1977: Cambio de sexo de Vicente Aranda
- 1985: La vieja música de Mario Camús
- 1985: Golfo de Vizcaia de Javier Rebollo
- 1986: La matanza de Santa Bárbara de Luis Correa
- 1986: Trio. Así como habían sido d'Andrés Linares, coguionista
- 1987: El Lute: camina o revienta de Vicente Aranda
- 1988: El Lute: mañana seré libre de Vicente Aranda
- 1992: Intruso de Vicente Aranda
- 1996: Alma Gitana de Chus Gutiérrez
- 2000: Blanca Madison de Carlos Amil
- 2001: Pau i el seu germà de Marc Recha, col·laboració
- 2001: Carmen de Vicente Aranda

## Premis i nominacions
| Any  | Guardó                                                                                                  | Pel·lícula                    | Resultat   |
| ---- | --- | ----------------------------- | ---------- |
| 2007 | Goya al millor documental                                                                               | Més enllà del mirall          | Candidata  |
| 2006 | Goya al millor documental                                                                               | Vint anys no són res          | Candidata  |
| 2005 | Goya al millor documental                                                                               | De nens                       | Candidata  |
| 1990 | Premi Goya al millor guió adaptat amb Vicente Aranda i Eleuterio Sánchez                                | El Lute II: mañana seré libre | Candidat   |
| 2006 | Concha de Plata Festival de Sant Sebastià                                                               | Més enllà del mirall          | Candidata  |
| 1999 | Premi de la Crítica catalana al Festival Internacional de Cinema de Catalunya amb Núria Villazán Martín | Mones com la Becky            | Guanyadora |